# Vidas opuestas
Vidas opuestas (en portugués: Vidas Opostas) es una telenovela producida por Rede Record, parcialmente filmada en favelas reales, ha batido a la red líder Rede Globo en las marcas de audiencia varias veces en jornadas de transmisión de fútbol, en una señal innegable de popularidad en Brasil.

## Sinopsis
Miguel, es un joven millonario, considerado genio de la matemática, que ha pasado sus últimos cinco años haciendo un doctorado en Inglaterra. Apasionado por las escaladas, cuando regresa a Brasil decide dedicarse a este deporte. En una de esas escaladas conoce a Joana, una joven instructora de deportes de aventura, muchacha de baja condición económica que vive en uno de los barrios más peligrosos de Río de Janeiro.
A pesar de que Miguel mantiene un noviazgo con la rica y elegante estilista llamada Erinia, se enamora profundamente de la humilde Joana, y ella de él.
Sería solamente una bonita historia de Cenicienta, si no fuera porque años antes, Joana era novia de un compañero de colegio que más adelante se convirtió en un peligroso narcotraficante, quien fue a la cárcel, y allí estuvo casi 4 años, pero es liberado de la prisión justo cuando Miguel se separa de su ex - novia, para quedarse con Joana.
El delincuente regresa al barrio donde vivía y lidera una pandilla en una gran batalla en su ciudad, convirtiéndose en el todopoderoso jefe del narcotráfico en ese sector. 
Entonces el narco decide volver por Joana a cualquier precio, ya sea por la fuerza, incluso amenazándola con matar a Miguel. Y por otra parte la exnovia de Miguel, Erinia, no se conforma con haber perdido a Miguel, haciendo de todo para destruir este gran amor que existe entre Miguel y Joana.
La historia tendrá muchos otros cuentos románticos y divertidos, así como violentos personajes; luciendo puntos de vista éticos y morales, entre otros intereses crueles y egoístas. El universo de los delincuentes será retratado a través de la vida en las cárceles, las pandillas, el crimen organizado y las batallas entre grupos armados.
Vidas Opuestas es una historia que mezcla amor y violencia, abundancia y pobreza, sueño y realidad, honestidad y corrupción, orden y caos, heroísmo y crueldad.

## Reparto
- Maytê Piragibe - Joana de Souza
- Léo Rosa - Miguel Campobello
- Heitor Martinez - Jacson da Silva
- Marcelo Serrado - Dennis Nogueira
- Lavínia Vlasak - Erinia Oliveira
- Lucinha Lins - Isis Campobello
- Nicola Siri - Boris Sanches Pereira/ Gennaro Aliguieri
- Tássia Camargo - Lucilia de Souza
- Jussara Freire - Carmen Laranjeira
- Babi Xavier - Patricia
- Roger Gobeth - Félix
- Bianca Salgueiro - Leticia de Souza
- Flávia Monteiro - Maria Lucía
- Ana Paula Tabalipa - Neusa de Lima Nogueira
- Luciano Szafir - Leonardo Rocha
- Raquel Nunes - María del Carmen
- Juliana Lohmann - Carla Rocha
- Íris Bruzzi - Elisa Rocha (Liziña)
- Cristina Pereira - Margarita
- André Valli - Willi Berloque
- Raul Gazolla - Helio
- João Sabiá - Silvio
- Mário Schoemberger - Sergio Ventura
- Sílvia Bandeira - Cilene Oliveira
- Daniel Dalcin - Alfredo Oliveira
- Leandro Firmino - José Ferreira (Sovaco)
- Philippe Haagensen - Pavio
- Nill Marcondes - Hermenegildo Torres
- Felipe Martins - Pe de Pato
- Henrique Pires - Zaqueu (Cangrejo)
- Rafael Queiroga - MC Navalha / Inhame
- Alexandre Paternost - Pedro Lopes
- Pedro Malta - Felipe Nogueira
- Valquíria Ribeiro - Isabel Lopes
- Pedro Malta - Felipe Nogueira
- Thais Botelho - Mariana Lopes
- Leandro Léo - Carlos de Souza (Carlitos)
- Bukassa Kabengele - Marcelo Marques
- Juliana Lopes - Claudia
- Gabriela Durlo - Daniela
- Silvio Guindane - Cicio
- Gilson Moura - Genivaldo (Mofado)
- Telma Cunha - Sueli
- Dulce Bressane - Rute
- Tila Teixeira - Eneida
- Ana Ferraz - Marcinha
- Nanda Ziegler - Latife
- Jonathan Nogueira - Chico
- Gustavo Duque - Marcos
- Renata Quintela - Cristina
- Claudio Garcia - Martiño
- Maria Sílvia - Mercedes
- Marcelo Escorel - Roberto
- Marise Gonçalves - Amelia
- Valnei Aguiar - Eleuterio
- Cecil Thiré - Mario Carvalho
- Ana Beatriz Cisneiros - Magdalena da Luz
- Leonardo Branchi - Wilson de Souza